# 弥勒寺 (登米市)
弥勒寺（みろくじ）は、宮城県登米市にある真言宗智山派の寺院。山号は長徳山。院号は歓喜院。本尊は弥勒菩薩。

## 歴史
この寺の創建年代等については不詳であるが、この寺の開創については役小角とも空海とも伝えられる。奥州藤原氏の保護を受けて寺運も興隆し、以後陸奥国における中心的な真言宗寺院のひとつとなった。戦国時代に入ると一時衰退した時期もあったが、天正年間（1573年 - 1592年）快弁によって中興された。江戸時代には伊達氏の帰依を得た。

## 文化財
- 宮城県指定文化財
  - 木造弥勒如来坐像

## 所在地
- 宮城県登米市中田町上沼字弥勒寺寺山63